# Perithemis cornelia
Perithemis cornelia är en trollsländeart som beskrevs av Friedrich Ris 1910. Perithemis cornelia ingår i släktet Perithemis och familjen segeltrollsländor. IUCN kategoriserar arten globalt som livskraftig. Inga underarter finns listade i Catalogue of Life.